# Harmonia (oraș)
Harmonia este un oraș în Rio Grande do Sul (RS), Brazilia.